# Pakwash Lake
Der Pakwash Lake ist ein See im Kenora District im Südwesten der kanadischen Provinz Ontario.

## Lage
Der Pakwash Lake befindet sich 35 km südöstlich von Red Lake sowie 20 km nordwestlich von Ear Falls. Der Pakwash Lake wird vom Chukuni River von Nordwesten nach Südosten durchflossen. Der Troutlake River mündet von Norden kommend in den See. Der Pakwash Lake hat eine Fläche von 87 km². Er hat eine Länge von 25 km und eine Breite von 5 km. Der Pakwash Provincial Park erstreckt sich über einen Teil des West- und Ostufers des Pakwash Lake. Der Ontario Highway 105 (Vermilion Bay–Red Lake) führt am nordöstlichen Seeufer vorbei. 

## Seefauna
Der Pakwash Lake ist ein beliebtes Angelgewässer. Im See werden folgende Fischarten gefangen: Glasaugenbarsch, Hecht, Schwarzbarsch, Muskellunge, Steinbarsch, Amerikanischer Flussbarsch und Heringsmaräne.